# Chersodromia fluviatilis
Chersodromia fluviatilis är en tvåvingeart som beskrevs av Chvala 1995. Chersodromia fluviatilis ingår i släktet Chersodromia och familjen puckeldansflugor. Inga underarter finns listade i Catalogue of Life.